# Sphaerobambos
Sphaerobambos es un género  de plantas herbáceas de la familia de las poáceas. Es originario de Malasia. Comprende 3 especies descritas y  aceptadas.

## Taxonomía
El género fue descrito por Soejatmi Dransfield y publicado en Kew Bulletin 44(3): 428. 1989.

## Especies
A continuación se brinda un listado de las especies del género Sphaerobambos aceptadas hasta enero de 2013, ordenadas alfabéticamente. Para cada una se indica el nombre binomial seguido del autor, abreviado según las convenciones y usos. 
- Sphaerobambos hirsuta S.Dransf.
- Sphaerobambos philippinensis (Gamble) S.Dransf.
- Sphaerobambos subtilis S.Dransf.